# هراکلیدس پونتیکوس

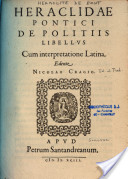
کتابی در مورد خورشید محوری اثر هراکلیدس پونتیکوس

هراکلیدس پونتیکوس (به یونانی: Ἡρακλείδης ὁ Ποντικός)؛ (حدود ۳۹۰–۳۱۰ پیش از میلاد) فیلسوف و ستاره‌شناس یونانی بود که در هراکلیا پونتیکا (که امروزه کارادنیز ارغلی در کشور ترکیه است) زندگی کرد و جان سپرد. او بیش از هر چیزی به دلیل این پیشنهاد که زمین به دور محور خویش از غرب به شرق هر ۲۴ ساعت یک بار می‌چرخد، شناخته می‌شود.